# Canuleius euterpinus
Canuleius euterpinus är en insektsart som först beskrevs av John Obadiah Westwood 1859.  Canuleius euterpinus ingår i släktet Canuleius och familjen Heteronemiidae. Inga underarter finns listade.